# Transeius jailensis
Transeius jailensis är en spindeldjursart som först beskrevs av Kolodochka 1981.  Transeius jailensis ingår i släktet Transeius och familjen Phytoseiidae. Inga underarter finns listade i Catalogue of Life.